# Терентеево (Рязанская область)
Терентеево — село в Пителинском районе Рязанской области. Входит в Ермо-Николаевское сельское поселение

## География
Находится в северо-восточной части Рязанской области на расстоянии приблизительно 17 км на север-северо-запад по прямой от районного центра поселка Пителино.

## История
Известно, что в 1831 году здесь была построена Никольская церковь (ныне в руинированном виде). В 1862 году здесь (тогда село Елатомского уезда Тамбовской губернии) было учтено 97 дворов.

## Население
Численность населения: 993 человека (1862 год), 535 (1914), 16 в 2002 году (русские 100 %), 12 в 2010.